# Valerij Kokoev
Valerij Kokoev (in russo Валерий Кокоев?; Mosca, 27 luglio 1988) è un pesista russo, campione europeo under 23 nel 2009.

## Palmarès
| Anno | Manifestazione   | Sede     | Evento         | Classifica | Risultato | Note                                     |
| ---- | ---------------- | -------- | -------------- | ---------- | --------- | ---------------------------------------- |
| 2009 | Europei under 23 | Kaunas   | Getto del peso | Oro        | 20,20 m   |                                          |
| 2009 | Mondiali         | Berlino  | Getto del peso | 28º (q)    | 19,13 m   |                                          |
| 2011 | Europei indoor   | Parigi   | Getto del peso | 13º        | 19,32 m   |                                          |
| 2013 | Europei indoor   | Göteborg | Getto del peso | 13º (q)    | 19,55 m   |                                          |
| 2013 | Universiadi      | Kazan'   | Getto del peso | Bronzo     | 19,65 m   |                                          |
| 2014 | Europei          | Zurigo   | Getto del peso | 8º         | 20,23 m   | Miglior prestazione personale stagionale |

## Campionati nazionali
2010
- 7º ai campionati nazionali russi, getto del peso - 18,37 m

2011
- Bronzo ai campionati nazionali russi indoor, getto del peso - 20,19 m

2012
- 4º ai campionati nazionali russi indoor, getto del peso - 20,05 m
- 6º ai campionati nazionali russi, getto del peso - 19,49 m

2013
- Argento ai campionati nazionali russi indoor, getto del peso - 19,97 m
- 6º ai campionati nazionali russi, getto del peso - 19,08 m

2014
- Bronzo ai campionati nazionali russi indoor, getto del peso - 20,34 m
- Argento ai campionati nazionali russi, getto del peso - 20,21 m

2015
- 9º ai campionati nazionali russi, getto del peso - 18,47 m

## Altre competizioni internazionali
2014
- 4º al DécaNation ( Angers), getto del peso - 19,69 m